# Weston (Oregon)
Weston és una població dels Estats Units a l'estat d'Oregon. Segons el cens del 2000 tenia 717 habitants.

## Demografia
Segons el cens del 2000, Weston tenia 717 habitants, 265 habitatges, i 191 famílies. La densitat de població era de 512,7 habitants per km².
Dels 265 habitatges en un 32,8% hi vivien nens de menys de 18 anys, en un 54,3% hi vivien parelles casades, en un 8,7% dones solteres, i en un 27,9% no eren unitats familiars. En el 25,3% dels habitatges hi vivien persones soles l'11,3% de les quals corresponia a persones de 65 anys o més que vivien soles. El nombre mitjà de persones vivint en cada habitatge era de 2,71 i el nombre mitjà de persones que vivien en cada família era de 3,18.
Per edats la població es repartia de la següent manera: un 28,2% tenia menys de 18 anys, un 6,8% entre 18 i 24, un 27,1% entre 25 i 44, un 25% de 45 a 60 i un 13% 65 anys o més.
L'edat mediana era de 37 anys. Per cada 100 dones de 18 o més anys hi havia 97,3 homes.
La renda mediana per habitatge era de 36.905$ i la renda mediana per família de 39.063$. Els homes tenien una renda mediana de 25.682$ mentre que les dones 21.625$. La renda per capita de la població era de 13.089$. Aproximadament el 10% de les famílies i el 12,9% de la població estaven per davall del llindar de pobresa.

## Poblacions properes
El següent diagrama mostra les poblacions més properes.